# Jorge Washington Ábalos
Jorge Washington Ábalos (La Plata, 20 de septiembre de 1915-Córdoba, 28 de septiembre de 1979) fue un maestro, científico entomólogo y escritor argentino, conocido principalmente por su novela Shunko. Fue también el primer escorpionólogo de Argentina.

## Biografía
Nacido en La Plata en 1915, se trasladó a la provincia de Santiago del Estero donde se recibió de maestro en 1933, siendo destinado a las escuelas rurales del bosque chaqueño de la provincia, donde interactuó con las comunidades quichuas allí radicadas. Fue conocido por las comunidades en las que se encontraban las escuelas en las que enseñó como "el maestro bichero".

### El científico
Desde su función de maestro rural, comenzó a preocuparse y estudiar las enfermedades y animales peligrosos de la región. Sus primeros aportes fueron su colaboración con el médico Salvador Mazza, quien estaba instalado a orillas de Río Salado, estudiando la enfermedad que luego llevaría su nombre, el Mal de Chagas-Mazza. Luego comenzó a colaborar con Bernardo Houssay, quien sería Premio Nobel de Medicina, colectando y enviándole arañas latrodectus (viuda negra) vivas, con las que el sabio elaboraba suero.

### El escritor
Ábalos se destacó también como escritor, actividad por la que se hizo conocido masivamente. Su obra narrativa está integrada por cuentos y novelas, de temáticas sociales muy vinculadas a la geografía del noroeste argentino y la cultura de sus habitantes. Entre todos sus libros se destaca la novela "Shunko" (1949), un clásico de la literatura argentina, traducida a varios idiomas, llevada al cine por el director chileno Lautaro Murúa (1959) y al radioteatro. Shunko relata la historia de un niño quechua hablante en Santiago del Estero y su relación con un maestro rural, desconocedor de la cultura quechua.
Shunko integra una trilogía con Shalacos (1975) y Coshmi, esta última una novela que quedó sin terminar.

### El maestro
Como educador, Jorge W. Ábalos, llevó a la práctica y expuso en sus obras literarias y científicas, un criterio de la escuela y la educación en interacción con el medio social en el que actúan, impulsando una noción más democrática del proceso educativo, en el que tanto maestros como estudiantes aprendieran y enseñaran, conformando una comunidad educativa.
Ábalos ha señalado que para él su tarea como maestro fue la más importante de su vida:,

## Obra seleccionada

### Científica
- Romaña, C. & Abalos, J.W. 1948. Latrodectus mactans; su combate. An. Inst.. Med. Regional (Tucumán), 2(2):153-161.
- Abalos J.W., 1949. Cuáles son los animales venenosos de la Argentina. Tucumán, pp. 1-23.
- Abalos, J.W. 1953. El género Zabius Thorell, 1894 (Buthidae, Scorpiones). An. Inst. Med. Reg., 3(3):349-356.
- Abalos, J.W. 1959. Scorpionida. I Jorn. Entomoepid. Arg., 2:591-593.
- Abalos, J.W. 1963. Scorpions of Argentina. En: Keegan, H.L. & W.V. MacFarlane (eds.), Venomous and poisonous animals and noxious plants of the Pacific region, pp. 111-117. Pergamon Press.
- Pirosky, I. & Abalos, J.W. 1963. Spiders Latrodectus in Argentina. En: Keegan, H.L. & W.V. MacFarlane (eds.), Venomous and poisonous animals and noxious plants of the Pacific region, pp. 137-140. Pergamon Press.
- Abalos, J.W. 1980. Las arañas del género Latrodectus en la Argentina. Revta Mus. La Plata, Obra del Centenario, 6:29-51.

### Divulgación científica
- Ábalos, J.W. ¿Qué sabe usted de víboras? (libro de información). Buenos Aires, Eudeba, 1964. Colección Libros del Caminante.
- Ábalos, J.W. Zoología (enseñanza secundaria). Buenos Aires, Editorial Losada, 1964.

### Literaria
- Cuentos con y sin víboras (1942)
- Shunko (1949)

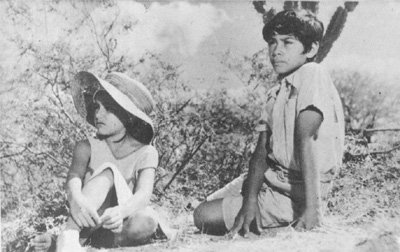
Escena de la película Shunko, sobre la novela escrita por Jorge W. Ábalos.

- Animales, Leyendas y Coplas (1953)
- Norte Pencoso (1964)
- Terciopelo, la cazadora negra (1971)
- Coplero popular (1973)
- Don Agamenón y don Velmiro (1973)
- Shalacos (1975)
- La viuda negra (1978)
- Iván Recik y otros cuentos (1978)
- Andanzas de Jabutí, la tortuguita (1980)

## Premios y reconocimientos
Jorge W. Ábalos obtuvo varios premios y reconocimientos científicos y literarios:

### Literarios
- Segundo Premio Regional de la Comisión Nacional de Cultura, por Shunko (1948).
- Primer Premio Regional de Literatura de la Comisión Nacional de Cultura, por Animales, leyendas y coplas (1954).

### Científicos
- Segundo Premio Nacional de Ciencias, por su libro Las Triatominae de la Argentina, escrito con Petr Wygodzinsky (1954).
- Doctor honoris causa de la Universidad Nacional de Tucumán (1950).
- Doctor honoris causa de la Universidad Nacional de Santiago del Estero (1977).

## Abreviatura (zoología)
La abreviatura Abalos  se emplea para indicar a Jorge Washington Ábalos como autoridad en la descripción y taxonomía en zoología.